# Stefan Grelewski
Stefan Grelewski (ur. 3 lipca 1898 w Dwikozach, zm. 9 maja 1941 w Dachau) – polski duchowny katolicki, męczennik, błogosławiony Kościoła katolickiego. Badacz wyznań i sekt religijnych. 

## Życiorys
Urodził się 3 lipca 1898 r. w Dwikozach w rodzinie Michała i Eufrozyny z Jarzynów. Uczył się w Progimnazjum w Sandomierzu, rosyjskojęzycznym gimnazjum Diejewa w Janowie Lubelskim a następnie w Gimnazjum w Lubartowie.
Święcenia kapłańskie otrzymał w październiku 1921 r. z rąk księdza biskupa Mariana Ryxa w Katedrze sandomierskiej. Studiował prawo kanonicznego na Katolickim Uniwersytecie Lubelskim, gdzie uzyskał licencjat. W czasie studiów na Uniwersytecie Lubelskim wyjechał do pracy przy przygotowaniach do górnośląskiego plebiscytu. Prowadził od września 1920 do marca 1921 r. działalność propagandową w Miechowicach (obecnie dzielnica Bytomia).  Doktorat z prawa kanonicznego obronił w Strasburgu w 1924 r. W następnym roku, po powrocie do Polski, został mianowany generalnym sekretarzem Związku Robotników Chrześcijańskich w Radomiu. W latach 1928–1931 pracował jako prefekt szkół powszechnych męskich, a od stycznia 1932 do wybuchu wojny w 1939 r. w Państwowym Męskim Gimnazjum im. Jana Kochanowskiego w Radomiu.
W czasie okupacji niemieckiej uczył religii w tajnym nauczaniu. Został aresztowany 24 stycznia 1941 r. wraz z młodszym bratem bł. Kazimierzem. Był torturowany, a następnie wywieziony do niemieckiego obozu koncentracyjnego w Auschwitz, gdzie otrzymał numer 10444. Później został przewieziony do obozu Dachau, gdzie miał numer 25281. Tam zmarł z głodu i wycieńczenia 9 maja 1941 r. w szpitalu obozowym, przygotowany na śmierć przez brata – współwięźnia – ks. Kazimierza.

## Dokonania i dzieła
Był publicystą, pisarzem, tłumaczem z języka niemieckiego i francuskiego. Między innymi przetłumaczył z języka niemieckiego książkę pt. Jezus Chrystus prof. Karola Adama i dwie książki Adolfa Bertrama Charyzmaty duszy i pracy kapłańskiej oraz W służbie ideałów Akcji Katolickiej. W 1937 r. wydał książkę pt. Wyznania protestanckie i sekty religijne w Polsce współczesnej. Pisał w „Małym Dzienniku”, „Kurierze Warszawskim”, „Słowie Narodu”, „Przewodniku Katolickim”, „Ateneum Kapłańskim”. W 1930 r. powołał do życia czasopismo „Prawda Katolicka”, którego był redaktorem do 1935 r. Pełnił funkcję prezesa Związku Inteligencji Polskiej w Radomiu, aktywnie współuczestniczył w organizowaniu pierwszego w diecezji Kongresu Eucharystycznego w Radomiu w 1933 r. W dziedzinie znajomości wyznań i sekt religijnych miał opinię najlepszego znawcy w ówczesnej Polsce.

## Stosunek do protestantów
Bł. Stefan Grelewski prezentował stanowisko niechętne protestantyzmowi i zalecał katolikom, aby nawracali protestantów na katolicyzm. Twierdził, że „sekty protestanckie w Polsce najczęściej są ekspozyturami misyjnymi organizacyj zagranicznych” i „starają się trzymać w tajemnicy rezultaty swej działalności”. Społeczeństwo katolickie powinno „pilnie obserwować, by pod płaszczykiem sekciarskim nie było uprawiane szpiegostwo, względnie by wrogowie naszego państwa, poprzez sekty, nie osłabiali siły obronnej naszych granic”.
Twierdził, że protestantyzm zwalcza wszelkie dogmaty.
„Według słownictwa katolickiego, chrześcijański system religijny zawierający z punktu widzenia katolickiego błąd religijny, albo pozytywną wątpliwość przeciwko prawdzie objawionej, nazywa się herezją, a organizacja religijna wyznająca ten błąd – sektą”.

## Beatyfikacja
Został beatyfikowany przez Jana Pawła II 13 czerwca 1999 r. w grupie 108 błogosławionych męczenników II wojny światowej.

## Upamiętnienie
Bł. Stefan Grelewski posiada tablicę epitafijną wraz z bratem, bł. ks. Kazimierzem Grelewskim w Górach Wysokich koło Sandomierza, gdzie obaj byli chrzczeni.
Obaj błogosławieni posiadają także tablicę upamiętniającą w kościele pw.św.Marcina w Połańcu - miejscowości z której pochodzili ich rodzice : Michał i Efrozyna z d. Jarzyna. Tablicę w 2010 r. ufundowała rodzina Grelewskich i Jarzynów.

## Publikacje
- Z powrotem na łono Kościoła Katolickiego : karty z życia konwertytów (1934)
- Wyznania protestanckie w Polsce (1934)
- Kościół Narodowy w Polsce, jego zasady, organizacja i rozwój (1936)
- Żydostwo i chrystianizm : kazania adwentowe (1936)
- Wyznania protestanckie i sekty religijne w Polsce współczesnej (1937)
- Sekty religijne w Polsce współczesnej (1937)